# 帝塚山古墳
帝塚山古墳（てづかやまこふん）は、大阪市住吉区にある古墳。帝塚山という地名のルーツである。

## 概要
現在は、帝塚山古墳は一つだけだが、明治時代までは、俗に「大帝塚」と「小帝塚」と呼ばれる大小二つの古墳があり、この地に館を持っていた古代豪族の大伴氏の大伴金村とその子の墓とされていた。ただし、大伴金村は6世紀前半の人物で年代が合致しない。5世紀ごろの大伴氏の系図は錯綜し実態が把握できないが、4世紀末の大伴氏の人物として大伴武以が見える。大帝塚の方は、現在の帝塚山学院の敷地となり、小帝塚の方が帝塚山古墳として現存している。前方後円墳。
帝塚山は、元はたんに「塚」または「手塚」「手塚山」と呼ばれていた。阪堺線の塚西停留場の名称は、塚の西という意味でその痕跡を伝えていると言えるかもしれない。
明治天皇が大阪に行幸し、かつての南朝の後村上天皇の御所だった住吉行宮に滞在し当地に足を運んだことを機縁に「帝塚山」という名称に改められたと伝えられる。その一方で、摂津名所図会（1796年）に「帝塚山」の記載がみられることから、江戸時代後期にはすでに「帝塚山」と呼ばれていたとも指摘されている。
財団法人住吉村常盤会が管理している。
1928年には、大阪市により古墳の周囲を含む地域を史跡公園として整備し帝塚山公園とする都市計画事業が立ち上がったが、その後土地の買収が進まず計画は頓挫している。墳丘の標高は19.88m（三等三角点）であり、大阪五低山のうちの一つとされている。

## 交通
所在地 大阪市住吉区帝塚山西2丁目8
- 南海電鉄高野線帝塚山駅 西へ約100m
- 阪堺電気軌道阪堺線塚西停留場 南東へ約200m